# Mord w hurtowni
Mord w hurtowni – spektakl Teatru Telewizji z cyklu Teatru Sensacji „Kobra” z 1967 roku w reż. Józefa Słotwińskiego na podstawie sztuki Marka Domańskiego pod tym samym tytułem.   

## Opis fabuły
W pewnej hurtowni wielobranżowej zostaje zmordowany sekretarz rady zakładowej. Kapitan milicji prowadzi intensywne śledztwo. W jego trakcie odkrywa on, że sekretarz padł ofiarą zorganizowanej kliki pracowników hurtowni zajmujących w niej wyższe stanowiska i której nie obce są korupcja, nadużycia finansowe i przestępstwa gospodarcze popełniane w majestacie prawa i zupełnie legalnie.  

## Obsada aktorska
- Czesław Wołłejko – kapitan MO
- Halina Kossobudzka – księgowa Kozłowska
- Jolanta Skowrońska – Józefina Łapka
- Jadwiga Ochalska – sprzątaczka
- Mieczysław Pawlikowski – dyrektor hurtowni
- Bogdan Baer – magazynier

i inni. 